# Croisée d'ogives
Pour les articles homonymes, voir Croisé (homonymie) et Ogive.

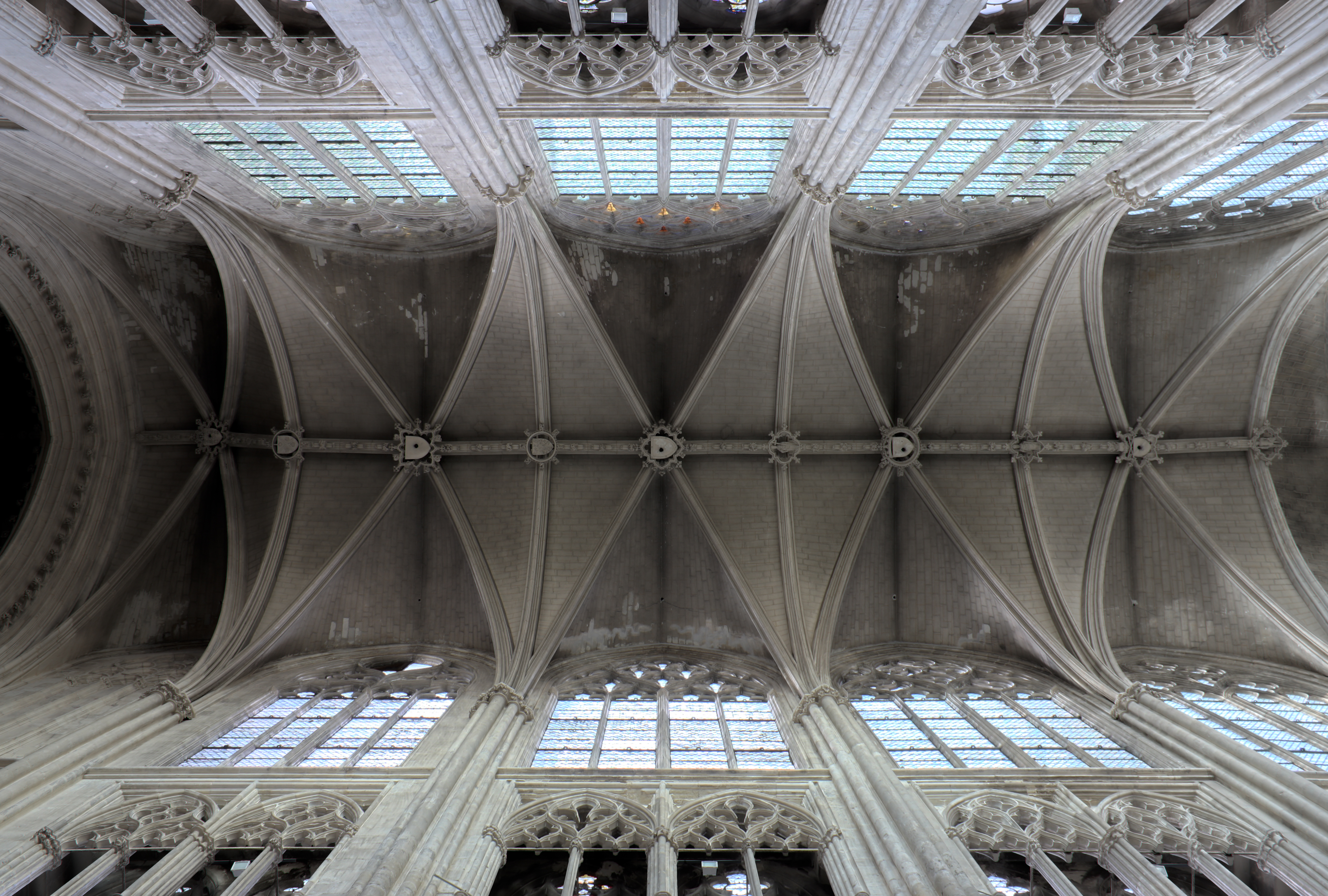
Voûtes sur croisées d'ogives de la nef de la cathédrale Saint-Gatien de Tours.

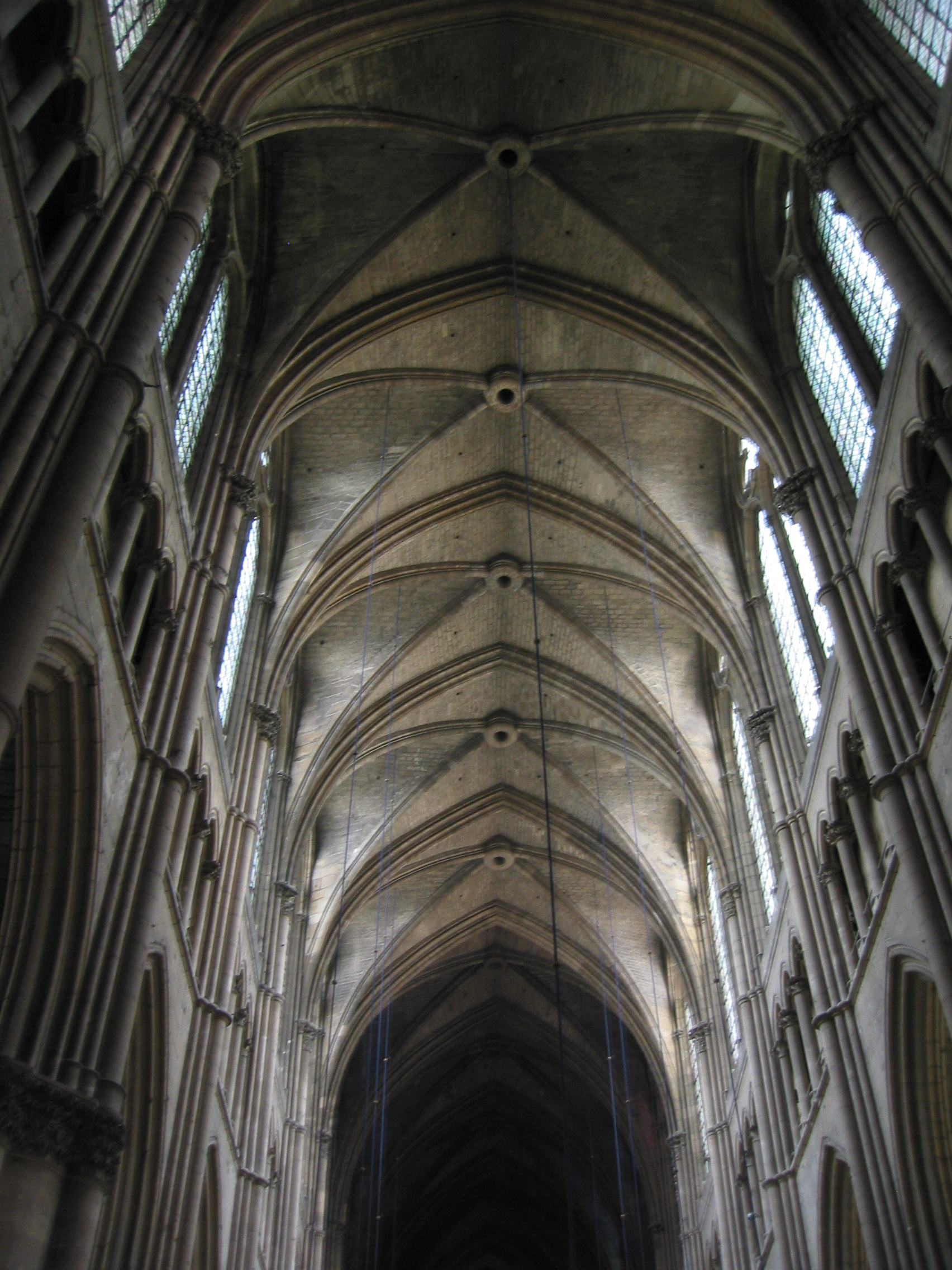
Nef de la cathédrale de Reims.

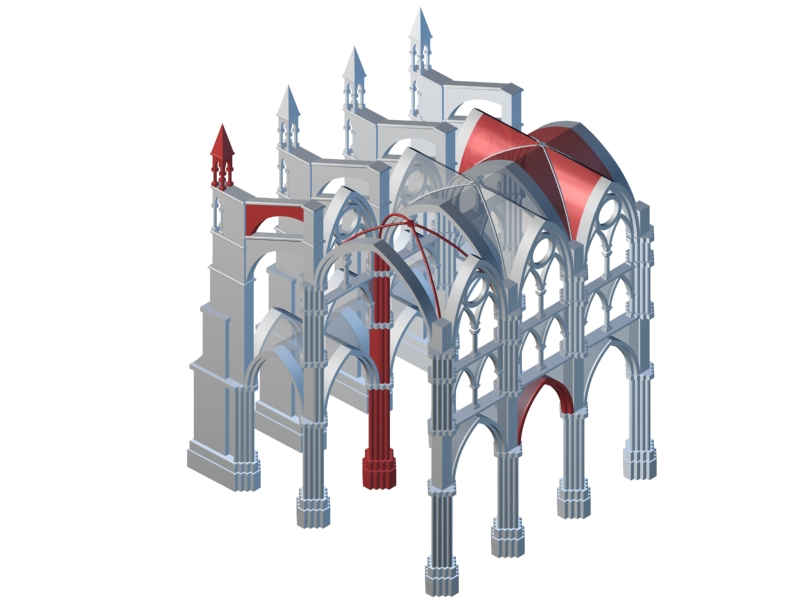
Principe de voûte sur croisée d'ogives.

La croisée d'ogives est un facteur déterminant de l'essor de l'architecture gothique. Développée à partir de la fin du XIe siècle, en Normandie, elle constitue une structure d'arcs en plein-cintre puis brisés en voussoirs de pierre se rejoignant sur une clef au centre des diagonales d'une travée carrée, barlongue ou d'un hexagone puis couvert par un remplissage de voutains légers posés sur les nervures. Cette technique permet de reporter le poids et les poussées de la voûte aux pieds des arcs sur des sommiers contrebutés par des arcs-boutants. Sa mise en œuvre limite les travaux de coffrage aux arcs mais son équilibrage est plus complexe et sa fragilité impose une couverture. Cette innovation donne la liberté d'utiliser l'espace entre les arcs pour y installer de larges baies et créer une architecture de lumière et d'élan vers le ciel.

## Contexte historique
L'architecture romane, qui précède le gothique, se caractérise par des arcs en plein cintre et des voûtes. Ces voûtes romanes sont massives et très lourdes, elles nécessitent des murs d'appui épais, le plus souvent renforcés par des contreforts accolés de place en place. Le principe de la croisée d'ogives est pourtant développé dès le milieu du XIe siècle par les architectes lombards, par les batisseurs de l'ordre du Temple ainsi que par les maîtres d'œuvre normands à l'abbaye de Lessay et à la cathédrale de Durham à la fin du XIe siècle. Ainsi, en Normandie, l'art roman va évoluer rapidement de par l'innovation des maçons normands et ouvrir la voie des architectures gothiques de l'Île-de-France.
L'architecture gothique amène une solution élégante aux problèmes de forces que connaît le roman. L'idée centrale de la croisée d'ogives est de faire des voûtes qui reposent non pas directement sur des murs, mais sur ces ogives croisées qui, avec les ogives elles-mêmes, convergent vers des piliers. La poussée n'est plus répartie tout au long du mur, mais concentrée sur un point au sommet du pilier. De ce fait, le mur lui-même ne sert à rien et peut être vidé (pour placer des grandes baies par exemple) et la poussée reçue au sommet des piliers peut être facilement compensée par des arcs-boutants.
Les ogives désignent des arcs en nervures diagonales qui se croisent. Elles déterminent, seules ou avec d'autres nervures (liernes, tiercerons) des quartiers de voûtes ou voûtains. La croisée d'ogives désigne la voûte formée par l'ensemble de ces voûtains. Elle peut être quadripartite ou sexpartite (selon que l'entrecroisement des ogives délimite 4 ou 6 voûtains). La voûte d'ogives est dite barlongue lorsqu'elle forme, à chaque travée, un rectangle dont le côté le plus long est perpendiculaire à la nef. Elle est dite oblongue dans le cas contraire.
Un système par croisée d'ogives et arcs-boutants est beaucoup plus délicat à équilibrer qu'une voûte simple en plein cintre. Cette technique reflète une meilleure maîtrise de l'équilibre des forces. Cette même maîtrise se traduit aussi par l'amincissement des voûtes : étant mieux calculées, d'une portée proportionnellement plus faible, et cloisonnées, elles peuvent être plus minces sans risquer de flamber. C'est ce qui donne l'impression qu'« il n'y a rien de pesant » : effectivement, la voûte est intrinsèquement plus légère, et sa construction donne une impression supplémentaire de légèreté. L'architecte habile ajoute des procédés pour donner visuellement une impression de « flotter en l'air ».
Enfin, la toiture au-dessus des voûtes est nécessaire pour éviter des infiltrations d'eau de pluie, qui, sinon, finiraient par ruiner le bâtiment. Effectivement, avant l'invention de la croisée d'ogive, la seule manière de faire des grandes portées était de monter des murs verticaux, et de poser dessus une toiture, sans voûte intermédiaire (comme dans les basiliques paléochrétiennes). Le problème de cet agencement est qu'il est beaucoup trop sensible aux incendies.

## Types de voûte sur croisées d'ogives
Deux grands types de voûte d'ogive sont distingués : 
- la voûte quadripartite : c'est le croisement de deux ogives, formant quatre voûtains et reposant sur quatre piliers ;
- la voûte sexpartite : c'est le croisement de trois ogives, formant six voûtains et reposant sur six piliers, quatre piles dites fortes, plus larges et épaisses et deux piles dites faibles, plus fines.

### Évolution
Les voûtes d'ogives se sont complexifiées dans le temps avec des voûtes à nervures multiples avec le développement des liernes et tiercerons.
|  |  |  |  |  |

## Premières voûtes sur croisée d'ogives

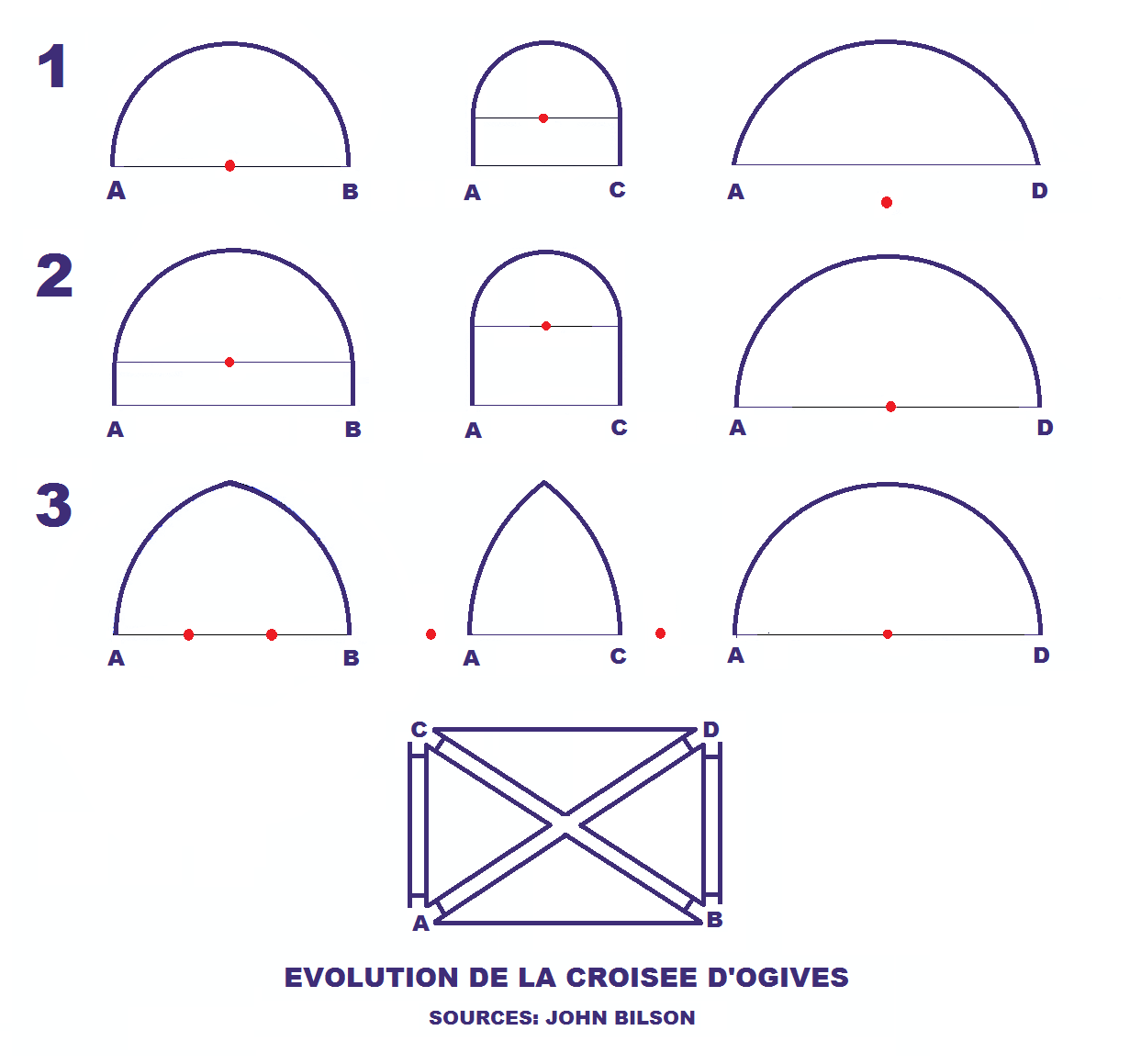
Les trois étapes d'évolution

Les premières croisées d'ogives sont un développement de la voûte d'arêtes en blocage, et les arcs de véritables nervures supportant le poids des voûtains en blocage.
Il existe trois étapes du développement du tracé des arcs d'une voûte simple quadripartite élevée sur plan barlong :
- première étape : les doubleaux sont tracés en demi-cercles simples ou rehaussés et les ogives sont des segments de cercles dont les centres sont placés au-dessous du niveau de départ de l'arc ;
- deuxième étape : la courbe de l'ogive, qui est demi-circulaire, commande les tracés des doubleaux, qui sont des demi-cercles rehaussés.

Ces deux étapes sont représentées dans l'École anglo-normande. La croisée d'ogives dans sa forme rudimentaire est employée un quart de siècle environ avant son apparition en Île-de-France.
- La troisième et dernière étape : les ogives restent demi-circulaires et les voûtains sont appareillés et ne sont plus en blocage, les ogives ont des queues. On les trouve en Île-de-France[3].

### Lombardie
Il existe à la fin du XIe siècle et au début du XIIe siècle, un groupe d'églises situées presque toutes dans le nord de l'Italie dont la nef est couverte de voûtes sur croisée d'ogives. Elles dessinent presque en coupe une coupole. Épaisses, lourdes, elles exercent une forte pression sur les arcs doubleaux et les murs gouttereaux qui sont très larges et sans ouvertures. Ces ogives retombent souvent gauchement sur des supports mal préparés, ne sont pas composées de claveaux juxtaposés mais de petits éléments maçonnés, parfois de brique et butent sans clé au sommet. Dans les exemples les plus anciens, les ogives de briques sont maçonnées avec la voûte. Elles sont compliquées à construire et nécessitent des cintres et des échafaudages coûteux. Ce type de voûte n'a pas fait école et est abandonné.
Les architectes lombards n'ont pas connu la véritable voûte d'ogive sur croisée d'ogive dont les arcs, ogives, doubleaux, formerets, composés de claveaux et indépendants de la voûte qu'ils renforcent, ont des clés sensiblement sur le même plan, ce qui ramène aux quatre points de retombée, les pressions qu'on pourra facilement épauler par des contreforts, des murs et des arcs-boutants permettant d'ouvrir de vastes intervalles entre les supports.
Les voûtes de la cathédrale d'Aversa antérieures à 1080 sont très intéressantes mais les nervures retombent sur des supports disposés diagonalement. Les premiers exemples lombards de voûtes sur croisée d'ogives : Rivolta d'Adda, Saint-Anastase d'Asti, Saint-Savin de Plaisance, San Giovanni in Borgo de Pavie, les églises de Milan Saint-Nazaire, Aurora, Saint-Ambroise, Saint-Eusteurge, sont nettement plus tardifs.

### Midi de la France et les Alpes
La voûte d'ogive lombarde se retrouve, en un type très voisin, pendant le XIIe siècle dans les Alpes et le Midi de la France. Un des plus anciens exemples se voit au porche de l'abbaye de Moissac que l'on peut dater de 1120-1125, on en trouve à Saint-Guilhem-le-Désert, Saint-Victor de Marseille, sur les trois travées de la nef unique de la cathédrale de Fréjus, les collatéraux de Saint-Louis d'Hyères sur la nef de la cathédrale de Grasse ou le transept de la cathédrale de Maguelone. La plupart des croisées d'ogives carrées dans les Alpes françaises et le Sud ne paraissent pas antérieures au milieu ou la seconde partie du XIIe siècle.
|  |  |  |

### Monde anglo-normand
Il y a peu de controverse pour considérer que les premières voûtes d'ogives parfaitement constituées avec une disposition diagonale des nervures qui se croisent pour retomber aux angles des travées sont celles du monde anglo-normand. La cathédrale de Durham (Angleterre), construite vers 1093 par l'évêque Guillaume de Saint-Calais, ancien abbé de l'abbaye Saint-Vincent du Mans et conseiller des ducs de Normandie et rois d'Angleterre Guillaume le Conquérant et Guillaume le Roux, offre des supports assez maladroitement conçus pour recevoir les nervures, mais la complexité des moulures et la perfection des formes montre qu'elle a bénéficié d'essais antérieurs. Les étapes suivantes sont connues, vers 1110 les voûtes quadripartites sont lancées sur le chœur mais ont disparu.
Les voûtes d'ogives de l'abbaye Sainte-Trinité de Lessay, en Normandie, dans le département de la Manche, que l'on peut dater avec certitude d'avant 1098 par l'inhumation dans le chœur de l'abbatiale d'Eudes au Capel, fils du fondateur et sénéchal de Guillaume le Conquérant, les maladresses attestent des recherches un peu empiriques car c'est en cours de construction que la volonté de voûter le transept est prise en insérant très maladroitement la retombée des nervures. Les deux chantiers ont dû s'inspirer de réalisations antérieures et sans doute bien différentes.

#### Voûtes sexpartites
À l'église Saint-Étienne de Caen de l'abbaye aux Hommes, au cours d'un remaniement vers 1115, l'architecte innove en lançant des voûtes sexpartites sur la nef de l'édifice bâti au XIe siècle avec l'alternance des supports que l'on trouve aussi à l'abbatiale Notre-Dame de l'abbaye de Jumièges et qui ont facilité cette solution. Ce type de voûte mène à la série des cathédrales à voûtes sexpartites du premier art gothique et forme un jalon majeur dans l'histoire de l'architecture.
|  |  |  |

### Île-de-France
Les maîtres maçons d'Île-de-France donnent à la croisée d'ogives son rôle véritable, tirent les conséquences logiques et portent à sa perfection des voûtes qu'ils lancent sur les nefs de plus en plus hautes, de plus en plus légères, de plus en plus claires des grandes cathédrales.
Très tôt, ils brisent les ogives à la clé pour leur donner une solidité plus grande encore et diminuer les poussées. En même temps, grâce à l'emploi de l'arc brisé utilisé par les architectes de Bourgogne au début du XIIe siècle, ils relèvent suffisamment la clé des arcs pour que la voûte soit plus bombée. L'emploi de l'arc-boutant à la fin du XIIe siècle permet aux constructeurs de porter à la perfection la voûte sur croisée d'ogives, et toutes les poussées sont ramenées sur les quatre points de retombée.
La zone de développement suit à peu près le domaine royal passant par Reims, Provins, Sens, Étampes, Mantes, Gournay, Amiens et Saint-Quentin. Les plus anciennes voûtes à croisées d'ogives se trouvent vers 1125, avec les mêmes dispositions des ogives pénétrant dans la voûte dont elle reçoit en même temps les compartiments : dans le déambulatoire de l'église de l'abbaye Notre-Dame de Morienval, les collatéraux de l'église Saint-Étienne de Beauvais, le porche de l'église prieurale de Saint-Leu-d'Esserent, la travée droite du chœur de Saint-Pierre de Montmartre à Paris, dans la salle basse et la chapelle de l'évêché de Meaux et sur le chœur de l'église de Lucheux dans la Somme.

#### Église Saint-Étienne de Beauvais
On sait que le chœur de l'église Saint-Étienne de Beauvais a d'emblée été conçu pour être voûté d'ogives, et que le transept est datable de 1120 environ, le chantier de l'église n'a pas pu commencer avant le début du XIIe siècle. L'église Saint-Étienne est connue depuis longtemps pour ses voûtes d'ogives très anciennes. Ce n'est pas l'édifice pionnier pour la diffusion du voûtement d'ogives dans le Beauvaisis et dans l'Île-de-France : ce rôle incombe à l'église de l'abbaye Saint-Lucien de Beauvais, détruite à la Révolution. L'église a été soigneusement fouillée, et dans son croisillon nord, l'on a non seulement découvert les parties inférieures des piliers composés configurés pour supporter des voûtes d'ogives, mais aussi de nombreux claveaux et des débris de voûtains. Le transept de Saint-Lucien remonte vraisemblablement aux années 1110. L'abbaye entretenait d'étroites relations avec la Normandie. Depuis la démolition de l'abbaye Saint-Lucien, l'église Saint-Étienne de Beauvais est la plus ancienne église de France en dehors du monde anglo-normand dont le voûtement d'ogives a été prévu dès le départ, soit vers 1110 pour le chœur. Sa nef est en même temps l'une des plus anciennes conçues pour être voûtées d'ogives, car les premières voûtes concernaient généralement les chœurs, les bas-côtés, les chapelles et les transepts.
Dans les ogives toriques sans clé du collatéral sud de la nef (seul bas-côté non refait) de l'église Saint-Étienne de Beauvais, on peut voir le prototype intermédiaire entre les expériences anglo-normandes et la basilique Saint-Denis construite par l'abbé Suger entre 1135 et 1144.
|  |  |  |

### Bourgogne
La Bourgogne d'où les maîtres maçons d'Île-de-France paraissent avoir pris l'habitude de l'arc brisé suit peu à peu l'évolution de la voûte d'Île-de-France mais reste longtemps fidèle à la voûte d'arêtes, surtout sur les bas-côtés comme l'avant-nef de l'église de l'abbaye de Cluny construite en 1220.
Résolus à profiter des avantages de la croisée d'ogives, les architectes bourguignons s'efforcent d'en réduire les supports pour diminuer l'encombrement.
Les cisterciens qui emploient si habilement la voûte d'ogives la transportent un peu partout en Europe : Italie, Angleterre, Espagne, Allemagne, jusqu'en Hongrie et en Suède, en conservant longtemps l'usage de la voûte d'arêtes sur les collatéraux de leurs églises, voire aussi pour les transepts. Repoussant toute décoration, ils suppriment les pilastres et les colonnes adossées aux murs pour recevoir les retombées des arcs des voûtes en les remplaçant par de simples corbeaux : les culots, et simplifient les retombées des nervures des voûtes, ogives, doubleaux et formerets.
Les plus anciennes voûtes bourguignonnes sur croisée d'ogives se trouvent dans l'avant-nef de la basilique de Vézelay, le chœur et les chapelles de l'église Saint-Martin-du-Bourg d'Avallon, les croisées du transept de Bléneau, Ligny-le-Chatel, l'église Saint-Denis de Chemilly, les premières travées de la nef de l'église Notre-Dame de Vermenton, le déambulatoire et le chœur de la cathédrale Saint-Mammès de Langres et d'autres situées pour la plupart dans le nord de la Bourgogne.

### Lorraine, Alsace
À l'imitation de l'Île-de-France, de la Champagne et de la Bourgogne, dès 1147, on trouve des voûtes sur croisée d'ogives en Lorraine dans le chœur oriental de la cathédrale Notre-Dame de Verdun. La voûte sur croisée d'ogives est introduite en Alsace vers 1140-1150 à l'abbaye de Murbach et la collégiale de Lautenbach. Si l'influence lombarde semble marginale, les exemples de la cathédrale de Spire et de la cathédrale Saint-Pierre de Worms exercent une influence durable dans la région du Rhin supérieur. Dans la seconde moitié du XIIe siècle, elles sont construites sous les clochers pour reprendre les vibrations des cloches, puis dans les chœurs, les transepts et enfin les nefs. Vers 1162, le porche de l'église Sainte-Foy de Sélestat en est pourvu puis Rosheim, Neuvillers, Andlau, la chapelle Saint-André de la cathédrale de Strasbourg, le porche de Marmoutier en Alsace, le cloître de la cathédrale de Bâle, dans quelques églises des diocèses de Langres, Châlons-en-Champagne notamment dans la nef et le transept de Wassy.
|  |  |  |

### Aquitaine, Anjou
En Aquitaine et dans l'ouest de la France, on monte des croisées d'ogives sous les coupoles pour renforcer la voûte notamment dans les clochers et sous les voûtes en arcs des cloîtres. Dans le Bordelais, les architectes comprennent mal l'économie de la voûte sur croisée d'ogives et continuent à donner aux murs de grandes épaisseurs.
En Anjou, on forme des ogives en simples nervures noyées dans l'épaisseur des voûtes et elles ne jouent plus le rôle de raidisseurs.